# 3月3日 (旧暦)
旧暦3月3日（きゅうれきさんがつみっか）は、旧暦3月の3日目である。六曜は大安である。

## できごと
- 天正11年（グレゴリオ暦1583年4月24日 - 羽柴秀吉（のちの豊臣秀吉）が柴田勝家方に属する伊勢亀山城を落城させる（賤ヶ岳の戦いの前哨戦）。
- 慶長8年（グレゴリオ暦1603年4月14日） - 日本橋が開通
- 寛永19年（グレゴリオ暦1642年4月2日） - 江戸幕府が勘定奉行を設置
- 嘉永7年（グレゴリオ暦1854年3月31日） - 江戸幕府と米国使節ペリーが横浜で日米和親条約（神奈川条約）に調印。鎖国が解除
- 安政7年（グレゴリオ暦1860年3月24日） - 桜田門外の変。江戸城桜田門外で大老・井伊直弼が水戸浪士らに襲われ死亡
- 慶応4年（グレゴリオ暦1868年3月26日） - 東山道先鋒総督府が相楽総三ら赤報隊幹部を偽官軍として処刑

## 誕生日
- 正応元年（ユリウス暦1288年4月5日） - 後伏見天皇、93代天皇（+ 1336年）
- 天文18年（ユリウス暦1549年3月31日） - 筒井順慶、戦国大名（+ 1584年）
- 寛延2年（グレゴリオ暦1749年4月19日） - 大田南畝、戯作者（+ 1823年）
- 文政8年（グレゴリオ暦1825年4月20日） - 不知火光右ヱ門、11代横綱（+ 1879年）
- 天保3年（グレゴリオ暦1832年4月3日） - 松の門三艸子、歌人・芸者（+ 1914年）
- 嘉永2年（グレゴリオ暦1849年3月26日） - 平田東助、官僚・政治家（+ 1925年）
- 嘉永4年（グレゴリオ暦1851年4月4日） - 荻野吟子、女性運動家、女医第1号（+ 1913年）
- 安政2年（グレゴリオ暦1855年4月19日） - 杉浦重剛、思想家・教育者（+ 1924年）
- 安政6年（グレゴリオ暦1859年4月5日） - 安井理民、総武鉄道創業者（+ 1894年）
- 明治5年（グレゴリオ暦1872年4月10日） - 板谷波山、陶芸家（+ 1963年）

## 忌日
- 天文21年（ユリウス暦1551年3月27日） - 織田信秀、武将・織田信長の父（* 1511年）
- 慶長4年（閏3月）（ユリウス暦1599年4月27日） - 前田利家、武将・五大老の一人・初代加賀藩主（* 1538年）
- 安政7年（グレゴリオ暦1860年3月24日） - 井伊直弼、江戸幕府大老（* 1815年）
- 慶応4年（グレゴリオ暦1868年3月26日） - 相楽総三、尊攘派志士（* 1839年）

## 記念日・年中行事
- 上巳・雛祭り
- 浜下り（ハマウリ） - 沖縄において女子は料理をお重に盛って浜に出て身を清める。潮干狩りもこの時期に兼ねる。
- 玄天上帝誕辰 - 道教の神玄天上帝の生誕祭
- サームニエッショーサーム（チワン語：samnyiedcosam、三月初三） - 中国のチワン族伝統の、先祖を盛大に祀る行事。大規模な歌垣も行われる。
- 中国、ベトナムのコーラオ族独自の正月